# Complexe de Cassiopée
Le complexe de Cassiopée constitue une grande partie du ciel, riche en nuages moléculaires géants et en associations d’étoiles bleues très brillantes. Le nom vient de la constellation de Cassiopée, là où il se trouve, vu de la Terre. Les structures galactiques observables dans ce secteur céleste ne forment pas un seul complexe, mais sont en réalité plusieurs complexes séparés de quelques milliers d'années-lumière et apparaissent sur notre ligne de vue successivement les uns après les autres.
La région la plus proche de la Terre est située sur le bord extérieur du bras d'Orion, le bras spiral secondaire sur lequel se trouve également le système solaire : elle est principalement composée de grandes concentrations de nébuleuses obscures jointes au complexe de Céphée, situé dans une position très septentrionale par rapport au plan galactique et observé pour la première fois par Edwin Hubble.
Les zones les plus visibles, et les plus grandes, se trouvent dans le bras de Persée, le bras immédiatement extérieur au nôtre, à une distance de plus de ∼ 7 000 a.l. (∼ 2 150 pc). Contrairement à la précédente, cette région ne nous apparaît pas obscure, puisqu'elle se situe presque exactement sur le plan galactique, là où la ligne de visée apparaît la plus claire dans cette direction. Nous trouvons ici quelques associations OB étendues particulièrement brillantes, dont certaines sont associées à des amas ouverts bien connus, tels que M103 et NGC 457, ainsi qu'à de grands complexes nébuleux, visibles notamment du côté est de la constellation et connectés au célèbre double amas de Persée,.

## Observation
Les régions de formation d'étoiles de Cassiopée sont situées vers la partie la plus septentrionale de la Voie lactée, très profondément dans l'hémisphère nord. Cependant, malgré leur grande taille, même leurs structures les plus brillantes ne sont pas visibles à l'œil nu ou à l'aide de petits instruments : dans cette section, en effet, les étoiles brillantes sont rares et les champs d'étoiles de fond sont moins riches que dans d'autres zones du plan galactique. Même la traînée lumineuse de la Voie lactée apparaît très irrégulière et traversée de larges bandes sombres, en raison de la présence de larges bancs de poussière sombre qui masquent la lumière derrière elle.

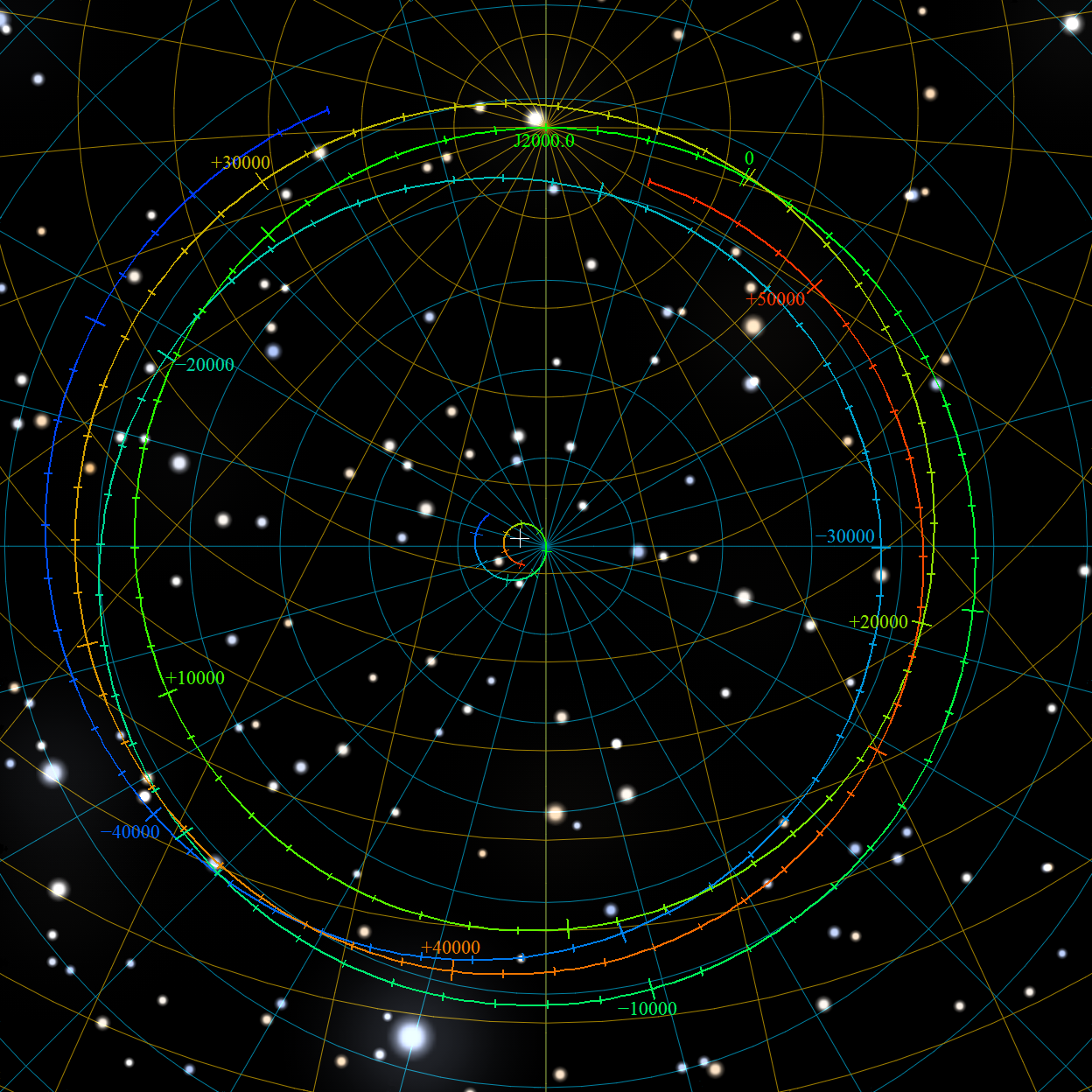
Projection du chemin de précession du pôle Nord sur le ciel fixe de l'époque J2000.0 pour l'intervalle de temps à partir de 48 000 av. J.-C. jusqu'à 52 000 ap. J.-C.. L'étoile brillante en bas est Véga.

Située à une déclinaison très septentrionale, autour de 65 °N, la constellation de Cassiopée (et avec elle ses régions nébuleuses) apparaît circumpolaire depuis une grande partie de l'hémisphère nord. Cassiopée est l'une des figures les plus classiques des soirées d'automne nordiques, lorsqu'elle apparaît à son zénith au Canada, en Europe du Nord et en Russie. Depuis l'hémisphère sud, en revanche, la vision est pénalisée et pour la plupart de ses régions, elle reste toujours en dessous de l'horizon, sans jamais se montrer,.
Les régions de formation d’étoiles les plus proches de nous dans Cassiopée sont situées à quelques degrés au nord de l’équateur galactique. Aucun de leurs objets ne peut être identifié sans l'aide d'un télescope : en fait, ce sont pour la plupart des nébuleuses obscures, dans lesquelles, de temps à autre, se détache une nébuleuse par réflexion, brillant grâce au reflet d'une ou plusieurs étoiles proches. Les associations de jeunes étoiles sont également obscurcies, au point que la partie du ciel dans laquelle elles auraient dû être visibles apparaît comme s'il s'agissait d'une région éloignée de la traînée brillante de la Voie Lactée. À l'inverse, toutes les régions stellaires du bras de Persée, distant de plus de 8 000 années-lumière, sont parfaitement observables même avec des jumelles ou un télescope amateur, grâce à leur position sur l'équateur galactique, beaucoup moins obscurci : ainsi, la plupart des amas ouverts visibles dans Cassiopée, comme les célèbres M103, NGC 457 et NGC 663, sont situés dans ce bras spiral, ainsi que certaines des nébuleuses les plus connues du ciel boréal, la nébuleuse du Cœur et la nébuleuse de l'Âme, reliées à une vaste région de formation d'étoiles.

### Précession des équinoxes
En raison de la précession des équinoxes, les coordonnées célestes des étoiles et des constellations peuvent varier considérablement, en fonction de leur distance par rapport aux pôles nord et sud de l'écliptique,.
Dans cette phase précessionnelle, le complexe de Cassiopée tend à adopter des déclinaisons de plus en plus septentrionales. Lorsque, dans environ 5 000 ans, le complexe sera à 6 heures d'ascension droite, il atteindra son point le plus septentrional : à cette occasion, il sera, comme on peut le voir sur l'image ci-contre, à quelques degrés du pôle céleste nord, puisque ce dernier sera en direction de la constellation voisine de Céphée.

## Environnement galactique et ligne de vue
Le tronçon de la Voie lactée en direction de Cassiopée montre des traces très nettes d'obscurcissement causées par de gros nuages de poussière, en particulier sur le côté le plus au nord. Ce système nuageux est le même que celui visible dans la constellation adjacente de Céphée, dont il représente la continuation naturelle vers l'est. Le système nébuleux le plus proche de nous dans cette direction, et celui principalement responsable de l'obscurcissement, est situé à un peu plus de 900 années-lumière, et son extension réelle est d'environ 260 années-lumière. Cette structure semble être connectée à un autre complexe, légèrement plus éloigné et plus grand, connu sous le nom de Nuage de Céphée. À l'intérieur, on trouve quelques sous-structures, parmi lesquelles se distingue un globule de Bok bien connu qui porte le code de catalogue Sh2-136 : c'est une enveloppe sombre évidente sur un fond faiblement nébuleux, avec des dimensions d'environ 2 années-lumière, et à l'intérieur duquel se trouvent de jeunes objets stellaires en formation.

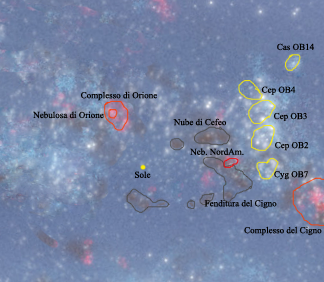
Carte schématique de la région galactique entre le Soleil et le complexe Céphée-Cassiopée.

La relation de ces deux objets avec la ceinture de Gould, la bande d'étoiles géantes visible depuis Persée jusqu'au groupe de constellations du sud faisant partie du Navire Argo, n'a pas encore été établie : bien que la vitesse radiale indique une relation avec une superbulle en expansion connectée à la ceinture, sa position, plutôt détachée du plan dans lequel se trouve la ceinture, suggérerait une structure séparée et indépendante de celle-ci.
Au-delà de ce système de nuages obscurcissants, il existe une région moins riche en complexes nébuleux, mais dans laquelle, au sud de la ligne de visée de Céphée, se trouve une association OB assez clairsemée, connue sous le nom de Lacerta OB1. À une distance d'environ 800 pc (∼2 610 al) se trouve l'un des nuages moléculaires géants les plus étendus de notre bras spiral : il s'agit d'une longue ceinture de poussière s'étendant sur des milliers d'années-lumière transversalement au bras, formée par les failles du Cygne et de l'Aigle, qui se connecte à une autre bande sombre, visible en direction de Céphée, dont les ramifications s'étendent jusqu'à atteindre Cassiopée.
Le bord le plus externe du bras d'Orion comprend les zones du complexe de Cassiopée au sens strict, dominées par une association OB cataloguée comme Cassiopeiae OB14. Les amas ouverts les plus notables présents dans la zone sont Cr 463 et ASCC 4. Le premier est facilement observable même avec un télescope amateur, tandis que le second est beaucoup plus faible et plus dispersé.
Au-delà du bras d’Orion se trouve le bras de Persée, l’un des plus grands bras de la Voie lactée. Certaines des plus grandes nébuleuses, telles que le complexe Cœur-et-Âme, et les associations stellaires visibles dans Cassiopée appartiennent à ce bras spiral. Dans cette région, loin des complexes nébuleux de notre bras spiral, se trouvent certaines des associations OB les plus brillantes de toute la Galaxie : Cassiopeiae OB1, Cassiopeiae OB2, Cassiopeiae OB4, Cassiopeiae OB5, Cassiopeiae OB7 et surtout Cassiopeiae OB6.

## Structure

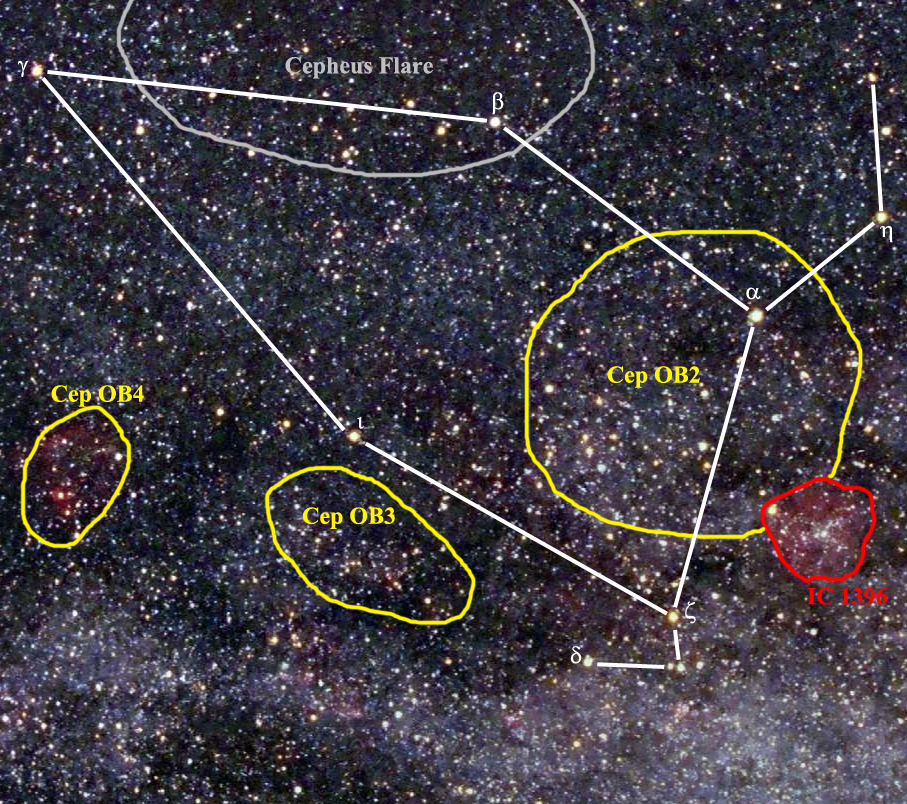
Image cartographiée de la constellation de Céphée, avec les structures du complexe mises en évidence. Les informations sont tirées de la publication Star Forming Regions in Cepheus. La connaissance de la structure de cette région est essentielle pour comprendre son extension vers Cassiopée.

La région de Cassiopée n'a pas une structure uniforme : en effet, les régions HII visibles dans ce secteur de la voûte céleste sont situées, à des distances diverses. Sur notre bras spiral, il est possible de distinguer deux zones principales : la plus proche, qui est aussi la plus petite et la plus sombre, qui s'étend à une distance comprise entre 180 et 600 parsecs, et la région derrière elle, plus riche et plus étendue, située sur le bord externe du bras d'Orion, qui s'étend de 600 à 800 parsecs.
La région visible la plus proche de nous dans cette direction, si l'on exclut les petits nuages dans un rayon de 200 parsecs, est celle formée par l'extension naturelle du complexe de Céphée. Le terme Cepheus Flare (littéralement « Le souffle de Céphée ») a été inventé par Edwin Hubble pour indiquer la zone du ciel dans la partie centrale de Céphée et du nord de Cassiopée dépourvue d'objets extragalactiques, s'étendant du plan galactique jusqu'aux régions aux hautes latitudes galactiques où la luminosité de la Voie lactée redevient visible, indiquant ainsi la présence d'une grande masse de poussière qui obscurcit notre Galaxie. Son extension est comprise entre 100° et 120° de longitude galactique.
Une étude de la distribution de l'hydrogène neutre dans la région a révélé la présence, à environ 300-500 parsecs (1 000-1 600 années-lumière), de deux structures dynamiquement différentes de gaz interstellaire situées à des latitudes galactiques comprises entre +13° et +17°, qui se déplacent à une vitesse d'environ 1,5 km/s l'une par rapport à l'autre. Il s’agit probablement de régions en expansion ou en collision. Une grande zone de continuum radio, appelée plus tard Boucle III (Loop III), a également été découverte dans la région, centrée aux coordonnées galactiques l=124±2° ; b=+15±3° et s'étend sur 65°, ce qui pourrait avoir été créé par une série d'explosions de supernova. Cette structure de bulle en mouvement indique également que le milieu interstellaire est affecté par une dynamique énergétique vigoureuse : la large gamme de mouvements différents observés pourrait être le reflet de l'action de différentes ondes de choc.
Les régions au-delà de notre bras spiral sont beaucoup plus étendues et complexes, ainsi que beaucoup moins connues en raison de leur grande distance (plus de 7 000 années-lumière) et de l'assombrissement de certaines de ses zones. Le bras spiral auquel ils appartiennent, le bras de Persée, est, avec le bras Écu-Croix, l'un des deux principaux bras spiraux de la Voie lactée. Les structures les plus remarquables sont de loin les vastes associations OB, résultat de phénomènes intenses de formation d'étoiles toujours en cours, et l'étoile Ae/Be de Herbig MWC1080, l'une des étoiles les plus connues et les plus étudiées de cette classe,. Le complexe le plus remarquable dans ce bras en direction de Cassiopée est celui des nébuleuses du Cœur et de l'Âme, également connues sous le nom de W3/W4/W5, auxquelles sont liées deux associations OB massives et brillantes : Cassiopeiae OB6 et Perseus OB1.

## Régions proches du Soleil
À une distance de 180 ± 20 parsecs (590 ± 65 années-lumière) se trouve LDN 1333, un petit nuage sombre de magnitude 6, dont les coordonnées galactiques sont l=128,88° et b=+13,71°. La distance a plutôt été estimée à la fin des années 90, lorsqu'il a également été cartographié à la longueur d'onde de 13CO et C18O,. D'après les données issues de ces études, LDN 1333 serait un nuage sombre dépourvu d'étoiles faisant partie d'une longue structure filamentaire de nuages, s'étendant sur environ 30 pc (∼97,8 al). De plus, ce complexe est qualifié de nuage moléculaire : en effet, des preuves de la présence de phénomènes de formation d'étoiles en cours ont été découvertes, tout d'abord la présence de certaines sources de rayonnement infrarouge, telles que IRAS 02086+7600, émises par des protoétoiles et coïncidant avec des étoiles émettant un rayon Hα. Une comparaison de ces sources avec celles connues dans d'autres complexes proches, tels que le nuage moléculaire 1 du Taureau et le complexe du Caméléon, suggère que LDN 1333 est le plus petit des nombreux complexes nébuleux moléculaires connus dans lesquels se produit la formation de nouvelles étoiles,. Une preuve supplémentaire est apportée par la présence de quelques jeunes étoiles T Tauri dans la région entre LDN 1333 et les longitudes élevées du complexe de Céphée, dans une zone exempte de nuages. En étudiant la dynamique et la distribution de la matière interstellaire dans cette zone, il a été découvert que l'éruption de Céphée et la région de Cassiopée forment une superbulle en expansion qui renferme un ancien vestige de supernova. En supposant une distance d'environ 300 pc (∼978 al) pour son centre, le rayon de la bulle serait d'environ 50 pc (∼163 al), avec une vitesse d'expansion de 0,4 km/s. La masse totale de la structure est estimée à environ 720 M☉. La masse moyenne des treize zones les plus concentrées de la nébuleuse est au contraire égale à 9 M☉.
À une plus grande distance, estimée à environ 600 pc (∼1 960 al), se trouve le nuage connu sous le nom de LDN 1340. C'est une nébuleuse sombre de magnitude 5, éclairée en certains points par des étoiles de classe spectrale A et B. À l'intérieur sont connues quelques condensations, cataloguées comme RNO 7, 8 et 9, dont l'existence est généralement interprétée comme la preuve de la présence récente de phénomènes de formation d'étoiles. de plus, en observant à C18O, il est possible de diviser le nuage en trois régions caractérisées par une densité plus élevée que le milieu interstellaire environnant : LDN 1340 A, B et C. La masse totale de la structure est estimée à 30 M☉. D'après les résultats d'une étude dans le proche infrarouge de 2002 à la recherche d'objets stellaires jeunes, il y a une douzaine d'objets HH dans la nébuleuse : l'un des plus étudiés est HH 487, qui aurait été émis par la source IRAS 02224+7227, coïncidant avec une étoile T Tauri de classe M. D'autres objets bien connus sont HH 488, qui provient de RNO7, et HH 489, généré par la source IRAS 02250+7230,. HH 671 et HH 672 proviennent également de RNO7.

## Régions situées sur le bord extérieur du bras d'Orion
La preuve que la formation d'étoiles est active sur le bord extérieur du bras d'Orion, en direction de Cassiopée, est donnée par la présence d'un grand nombre de jeunes objets stellaires entourés de réflexions lumineuses et reliés à des jets de matière. Ces formations sont typiques des premiers stades de l'évolution stellaire,. Les objets les plus importants de ce secteur sont principalement observables dans la bande infrarouge.

### V633 Cassiopeiae et le nuage vdB 1

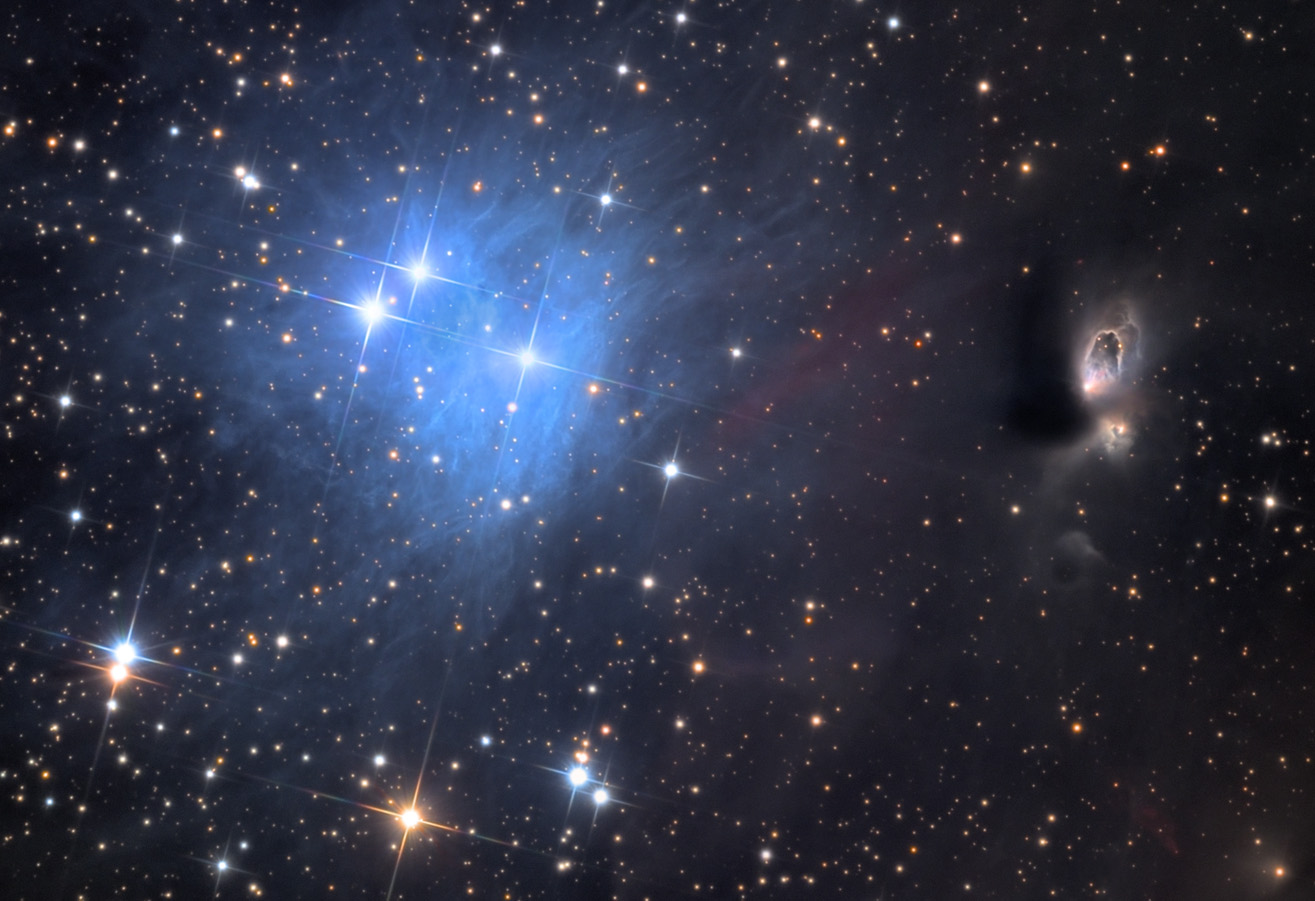
Nébuleuse VdB1 vue du télescope Schulman du Mont Lemmon SkyCenter.

vdB 1 (également connue sous le nom de LDN 1265) est une nébuleuse sombre située aux coordonnées α=0h 11m et δ=+58° 50'. Son importance est liée à la présence d'une étoile de la pré-séquence principale connue sous le nom de V633 Cassiopeiae (ou HBC 3 ou LkHα 198), identifiée pour la première fois en 1960. Son spectre a été estimé à B3, B9 ou A5 selon l'interprétation, sa distance est d'environ 600 pc (∼1 960 al) et sa luminosité réelle est de 160 L☉. Elle présente également une forte activité cataclysmique, avec des éruptions. Au cours des années 1990, une étoile compagnon a été découverte nichée au plus profond du nuage, qui semble être principalement responsable d’une grande partie de l’émission proche infrarouge observée dans la région. La séparation réelle du primaire serait d'environ 330 UA et sa luminosité serait d'environ 100 L☉.

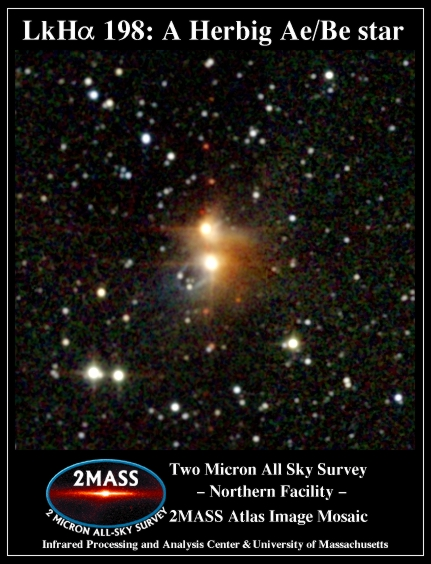
La région sombre de LDN 1265 (vdB 1), éclairée par petites taches par la lumière de quelques étoiles proches. V633 Cas se démarque.

Au sein du nuage, plusieurs jets de matière sont connus, coïncidant avec autant d'objets HH : c'est le cas de HH 161, au sud-est de V633 Cas et lié à son compagnon caché, HH 162, associé au proche V376 Cas, et de HH 164, dont la source est le même V633 Cas,. Trois autres jets, catalogués HH 800, HH 801 et HH 802, seraient connectés à V633 Cas et à son compagnon, avec un jet puissant visible même en lumière optique d'une longueur d'environ 2 pc (∼6,52 al).

### LDN 1287
LDN 1287 est un nuage sombre d'apparence filamenteuse, situé à environ 850 pc (∼2 770 al) du système solaire et s'étendant le long du plan galactique sur environ 10 pc (∼32,6 al). Il a été cartographié à plusieurs longueurs d'onde et sa masse a été estimée dans une étude menée au début des années 1990, lorsqu'une valeur de 240 M☉ a été obtenue. À l'intérieur, il y a au moins quatre amas distincts alignés avec le filament nébuleux, ainsi qu'une source de rayonnement infrarouge cataloguée comme IRAS 00338+6312, provenant d'une protoétoile complètement enveloppée dans une enveloppe dense de gaz et de poussière. Cette source est liée à un jet bipolaire moléculaire, avec des émissions dans les longueurs d'onde de l'eau et du méthanol,,. Le nuage abrite également la jeune étoile RNO1, de classe spectrale F5e. À une courte distance, à seulement 50 ", équivalent à 0,2 parsec réels, se trouve un deuxième objet plus faible appelé RNO1B, une variable FU Orionis, en corrélation avec une autre étoile du même type, RNO1C, avec laquelle il formerait un système binaire. Cette paire serait également la source directrice du jet moléculaire.
En plus de celles-ci, six autres sources d'origine stellaire sont connues dans le nuage, ainsi qu'une autre région d'épaississement nébuleux.

### LDN 1293
LDN 1293 est un nuage sombre de magnitude 4. Il contient deux sources de rayonnement infrarouge, plus une troisième visible dans sa direction mais qui est probablement un objet plus éloigné et indépendant. Ses raies d'émission, proches en caractéristiques et en position de celles de l'environnement de L 1287, suggèrent que les deux nuages font partie de la même structure moléculaire allongée, associée à l'association stellaire Cas OB14, située à une distance d'environ 850 pc (∼2 770 al).
LDN 1293 a une taille de 9 × 5 parsecs et sa masse a été estimée à environ 640 M☉. La plus puissante des sources identifiées ici est IRAS 00376+6248, qui possède un jet bipolaire moléculaire et est entourée d'une région nébuleuse à haute densité. La distribution spatiale et la dynamique du milieu interstellaire dans la région suggèrent l'existence d'une grande bulle en expansion dont la zone centrale a pour coordonnées galactiques l=122° et b=+10°, située à une distance d'environ 800 pc (∼2 610 al) et avec un rayon d'environ 100 pc (∼326 al). La masse d'hydrogène neutre qu'il contient est égale à 10 000 M☉. Selon les observations menées dans la région, LDN 1287 et LDN 1293 sont tous deux situés en bordure de cette bulle.

### LDN 1302
Le groupe des deux nuages précédents comprend également LDN 1302, un petit cocon sombre qui cache à l'intérieur plusieurs jeunes objets stellaires. Parmi celles-ci, se distingue V594 Cassiopeiae (BD+61 154), de classe spectrale B8, ainsi que sept autres étoiles à fortes émissions Hα, cataloguées de LkHα 199 à LkHα 205. À une courte distance, se trouve un petit amas ouvert connu sous le nom de NGC 225. Cependant, les liens physiques entre le nuage et ses jeunes étoiles et cet amas ne semblent être qu'apparents, puisque leurs âges sont sensiblement différents : en effet, NGC 225 se serait formée il y a environ 120 Ma, tandis que les étoiles du nuage, comme V594 Cas, n'ont que quelques millions d'années et dans certains cas même moins. Même leur mouvement propre semble être différent. Une étude ultérieure a cependant remis en question cette conclusion, affirmant que jusqu'à 15 des 28 étoiles membres principales montreraient un excès de rayonnement dans le proche infrarouge, ce qui suggère que l'âge de l'amas pourrait être beaucoup plus jeune, de l'ordre de quelques millions d'années et qu'il pourrait donc également contenir des étoiles de la pré-séquence principale. Il existe cependant une certaine unanimité sur la distance, estimée à environ 650 pc (∼2 120 al) ou légèrement moins.

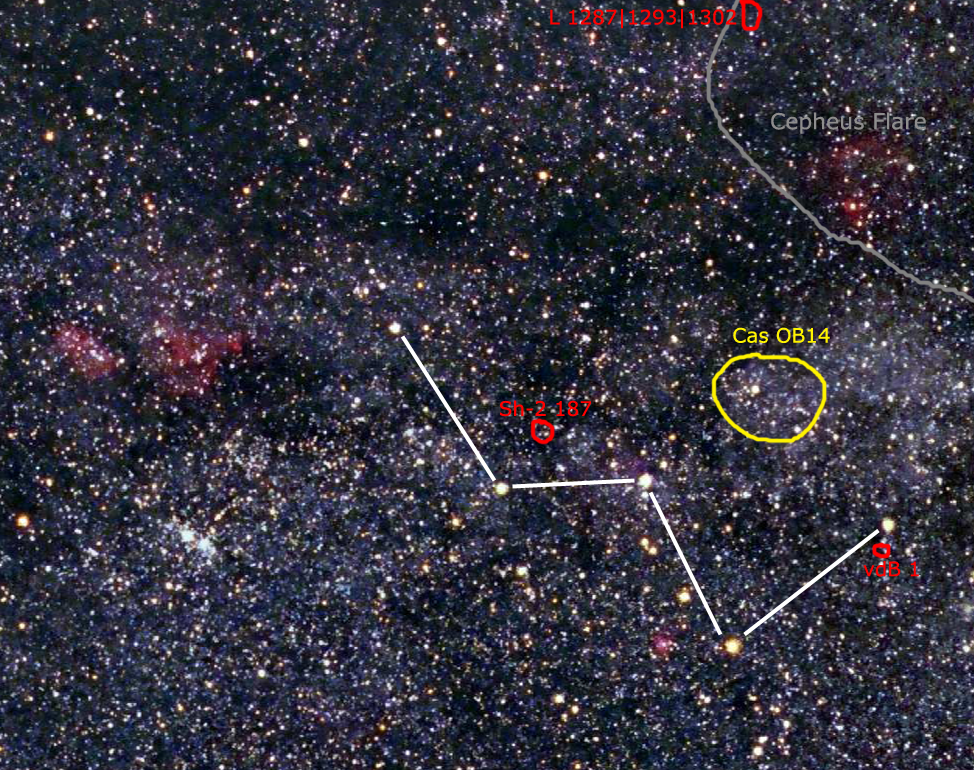
Image cartographiée de la constellation de Cassiopée, mettant en évidence les structures du complexe sur le bras d'Orion. Les informations sont tirées de la publication The space distribution and kinematics of supergiants.

### Sh2-187
Sh2-187 est une région HII visible également en lumière optique, de dimensions apparentes plutôt petites (diamètre de 0,9 minute d'arc) et située sur le bord extérieur du bras d'Orion. Visuellement, elle semble entourée par la nébuleuse sombre LDN 1317. La distance a été estimée par des études spectrophotométriques à environ 1 440 pc (∼4 700 al), grâce à l'observation des étoiles excitant les gaz de cette nébuleuse et d'autres nuages environnants. Ses coordonnées sont α=1h 23m et δ=+61° 51', coïncidant avec celles de la source 2MASS J 01230704+6151527.
Le nuage appartient à un grand complexe moléculaire, identifié au milieu des années 80 et cartographié par plusieurs chercheurs,, au centre duquel se trouve un jet moléculaire à grande vitesse, provenant d'une source de rayonnement infrarouge cataloguée S 187 IRS, située très près d'une autre source puissante, IRAS 01202+6133. Grâce à ces cartographies, il a été découvert que la partie visible du nuage est entourée d'une enveloppe étendue d'hydrogène neutre, détectable à des longueurs d'onde autres que celle visible, dont la masse totale peut être estimée à environ 7 600 M☉.
La preuve de la présence de phénomènes de formation d'étoiles peut être trouvée dans les nombreuses sources infrarouges découvertes dans la nébuleuse, telles que celles qui viennent d'être mentionnées, notamment le jet moléculaire. En particulier, l'une des sources les plus puissantes est IRAS 01202+6133, insérée au plus profond d'un cocon lumineux dense clairement visible dans l'infrarouge (S 187 IRS), dont l'homologue en lumière visible est connu sous le nom de S187Hα : il s'agirait d'une étoile Ae/Be de Herbig.

### Cassiopeiae OB14
Une association OB est une association stellaire récemment formée qui contient des dizaines d’étoiles massives de classe spectrale O et B, c’est-à-dire bleues et très chaudes. Elles se forment ensemble dans des nuages moléculaires géants, dont le gaz résiduel, une fois les étoiles formées, est balayé par le fort vent stellaire. En quelques millions d'années, la plupart des étoiles les plus brillantes de l'association explosent en supernovae, tandis que les étoiles plus petites survivent beaucoup plus longtemps, ayant une masse plus faible. On pense que la plupart des étoiles de notre galaxie appartenaient à l'origine à des associations OB. Paradoxalement, les associations OB d'autres galaxies peuvent être plus facilement reconnues que les nôtres, en raison de la présence de nuages sombres qui masquent la plupart des objets de la Voie lactée.
En détail, Cassiopeiae OB14 est définie par quatre étoiles supergéantes extrêmement lumineuses, situées dans la même région spatiale que LDN 1287 et LDN 1293. Sa valeur de distance, obtenue en faisant la moyenne de la distance des quatre étoiles principales, est d'environ 1 100 pc (∼3 590 al), donc légèrement supérieure aux associations proches, notamment Cepheus OB4. Selon certaines études menées au début des années 90, le véritable lien physique entre Cas OB14 et LDN 1287 est prouvé par le fait que le vent stellaire des quatre géantes, et en particulier de κ Cassiopeiae, la plus brillante, serait le principal responsable du déclenchement de la formation d'étoiles à l'intérieur du nuage,. Il a également été émis l’hypothèse que LDN 1287 et LDN 1293 font partie d’un système moléculaire filamenteux géant, s’étendant de Cas OB14 à Cep OB4.

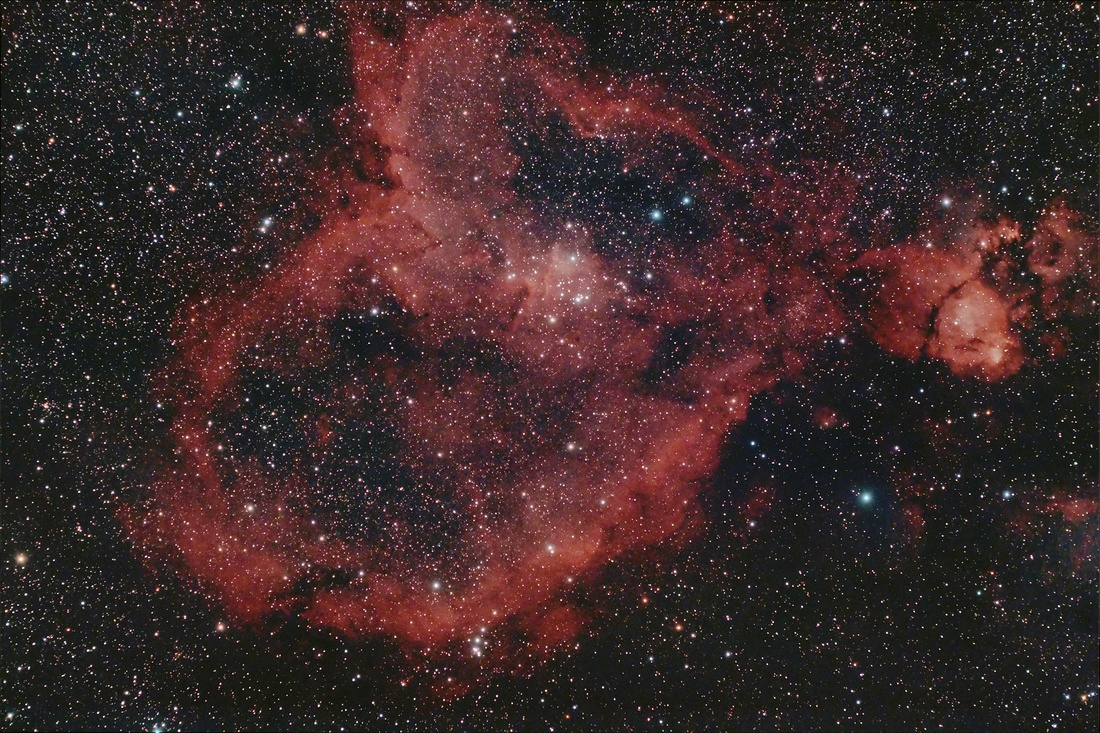
IC 1805, également connue sous le nom de nébuleuse du Cœur, est un grand nuage dans le bras de Persée où la formation d'étoiles est active.

## Régions situées sur le bras de Persée
Au-delà du bord extérieur du bras d’Orion se trouve une vaste région moins dense d’étoiles brillantes et de gaz interstellaire, une région intermédiaire entre deux bras spiraux. Au-delà de cet espace, à environ 2 100 pc (∼6 850 al), se trouve le bras de Persée, l'un des deux principaux bras spiraux de notre galaxie. De nombreux objets astronomiques non stellaires observables entre les constellations de Cassiopée et du Cocher appartiennent en réalité à ce bras majeur, comme M37 et le célèbre double amas de Persée. En détail, en direction de Cassiopée, les amas ouverts NGC 457, NGC 663 et NGC 7789 appartiennent à ce bras.
Le secteur du bras de Persée en direction de Cassiopée présente de grandes zones de formation d'étoiles et plusieurs associations OB composées d'étoiles très brillantes. Une structure nébuleuse bien étudiée est LDN 1238, à une distance d'environ 2 350 pc (∼7 660 al). Ce nuage est bien connu dans les cercles astronomiques car il contient une étoile de la pré-séquence principale particulière connue sous le nom de MWC 1080. Cette étoile Ae/Be de Herbig, de classe spectrale B0 (une étoile bleue très chaude), fait partie d'un système multiple, où l'étoile primaire, qui est elle-même une binaire à éclipses, est séparée d'un compagnon visible dans l'infrarouge par 0,75". Elle a également une forte émission de rayons X (d'où le nom Be de son spectre) et est entourée d'un petit groupe de sources infrarouges dans un rayon de 0,7 parsec. MWC 1080 est associée à un jet catalogué comme HH 170, découvert en 1992. Il s'étend à l'est de l'étoile et a une vitesse radiale très élevée, atteignant une valeur de 400 km/s.
L'une des principales zones de formation d'étoiles du bras de Persée visible en direction de Cassiopée est la région des nébuleuses du Cœur et de l'Âme (Complexe W3/W4/W5), située dans le secteur le plus oriental de la constellation, à la frontière avec la Girafe et Persée. Les complexes nébuleux dans lesquels se produit la formation de nouvelles étoiles sont également connus sous les noms IC 1805 (nébuleuse du Cœur) et IC 1848 (nébuleuse de l'Âme). Associés à ce grand complexe se trouvent plusieurs amas ouverts bien connus, parmi lesquels se distingue le célèbre double amas de Persée, et deux grandes associations OB, connues sous le nom de Cassiopeiae OB6 et Perseus OB1.

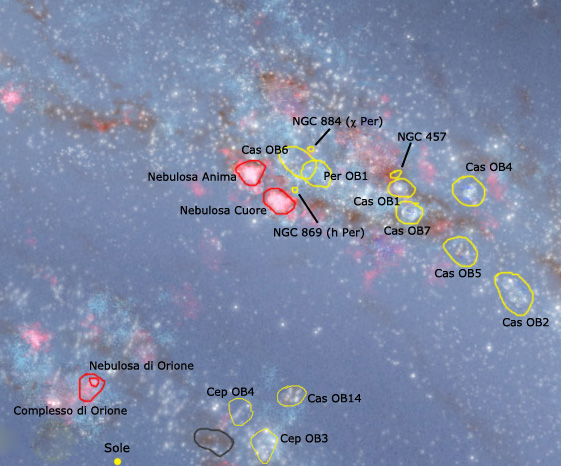
Carte schématique montrant la partie galactique entre le bras d'Orion et le bras de Persée. Le Soleil est en bas à gauche.

### Associations OB
En tant que produit direct des phénomènes intenses de formation d'étoiles se produisant à grande échelle dans le bras de Persée, il existe une série d'associations OB, dont certaines sont très grandes et lumineuses. La première étude complète des étoiles les plus brillantes appartenant à ces associations situées à environ 2 000 pc (∼6 520 al) a été publiée en 1978. Au cours des années suivantes, les étoiles membres des associations ont été étudiées, à travers leur positionnement sur le diagramme HR.

#### Cassiopeiae OB1
Cassiopée OB1 est une petite association OB formée de quatre étoiles géantes de classe B avec des magnitudes apparentes comprises entre 8 et 9, situées aux coordonnées galactiques l=122–125° et b=-1– -3°. Elle semble interagir avec quelques petites zones nébuleuses. Elle est située en direction de l'amas ouvert NGC 457, avec lequel il partage également une certaine similitude de distance de la Terre.

#### Cassiopeiae OB2
Cassiopée OB2 est située dans une région très dense du bras spiral auquel elle appartient. Elle contient une vingtaine de géantes et supergéantes bleues de classe B et deux de classe O, plus, probablement, quelques étoiles de Wolf-Rayet très jeunes, mais on ne sait pas s'il s'agit d'une véritable association ou si ses composants sont situés à des distances différentes sans former une véritable association. Les coordonnées galactiques dans lesquelles il se trouve sont l=108–115° et b=-2,5–+2° (à cheval sur l'équateur galactique), sur la ligne de visée de certains amas ouverts tels que NGC 7510 et NGC 7654. Autour de Cas OB2 se trouve un vaste complexe nébuleux, qui comprend la nébuleuse annulaire cataloguée comme Sh2-157 et un jeune amas ouvert connu sous le nom de Mrk 50 (Basel 3). La forme annulaire de la nébuleuse est causée par l'action du vent stellaire de plusieurs étoiles géantes, tandis que le secteur sud semble excité par le rayonnement lumineux des étoiles de classe O. Parmi les membres de l'association se trouve une variable céphéide, cataloguée comme SU Cassiopeiae : il s'agit d'une étoile connue pour ses pulsations particulières, qui suggèrent qu'elle n'a pas traversé la bande d'instabilité pour la première fois. Il est donc difficile d’étudier à la fois son évolution et son appartenance à une même association. La métallicité des composants est relativement proche de celle du soleil, en particulier de deux étoiles (HD 17327b et HD 17443) connues pour leur vitesse de rotation élevée.

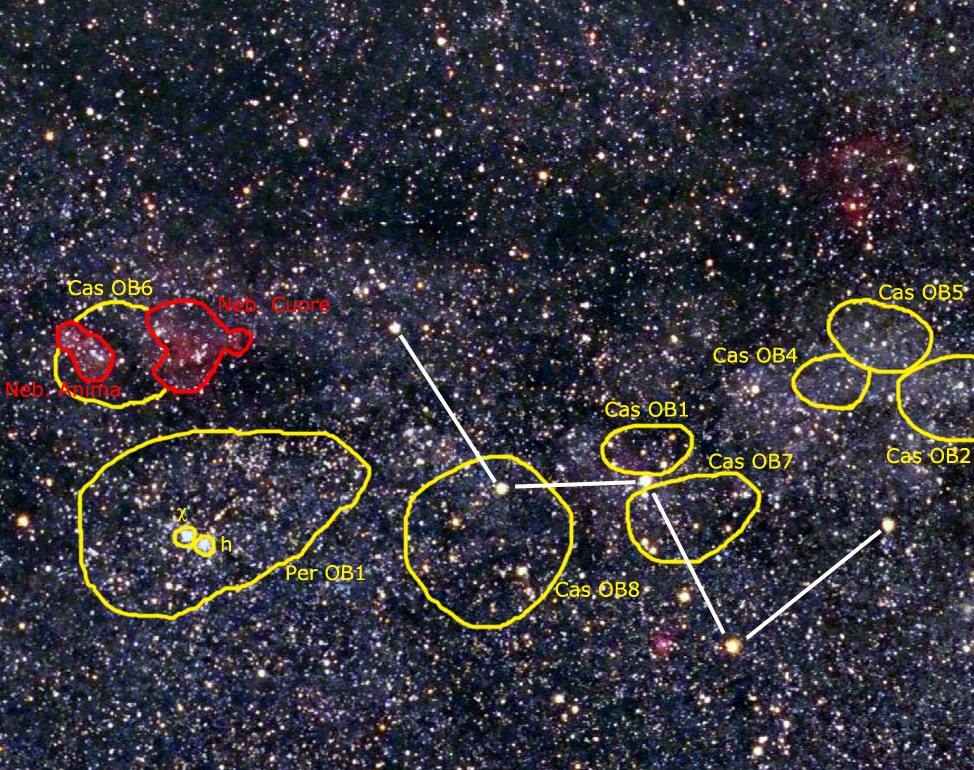
Image cartographiée de la constellation de Cassiopée, mettant en évidence les structures du complexe sur le bras de Persée. Les informations sont tirées de la publication The space distribution and kinematics of supergiants.

#### Cassiopeiae OB5
Cassiopée OB5 est composée d'une quarantaine d'étoiles au cœur du bras de Persée. Il est situé aux coordonnées équatoriales α=0h et δ=+63° et apparaît enveloppé dans un grand système nébuleux qui comprend les nuages Sh2-172, Sh2-173 et Sh2-177. La distance de l’association a été estimée par la plupart des chercheurs à environ 2 200 pc (∼7 180 al). Cependant, dans une étude menée en 2007, ce complexe est placé à une distance d'environ 3 500 pc (∼11 400 al). Parmi les étoiles principales, il en existe une à la limite de la visibilité à l'œil nu, 6 Cassiopeiae : c'est une étoile supergéante dans une phase intermédiaire entre une supergéante bleue et jaune. Son âge est estimé à 6,4 Ma et sa distance est d'environ 2 500 pc (∼8 150 al). Une étude centrée sur l'identification des masses d'hydrogène neutre à différentes longueurs d'onde a permis la découverte d'une vaste superbulle qui enferme entièrement l'association OB : son rayon a été estimé à environ 190 pc (∼620 al) et la vitesse d'expansion serait d'environ 2 km/s. On soupçonne également qu'une bulle aussi étendue n'est pas le résultat d'une seule explosion de supernova, dont l'onde de choc balaie le gaz environnant, mais est plutôt le résultat de l'action de la somme du vent stellaire provenant des étoiles de l'association elle-même.

#### Cassiopeiae OB6
Cassiopée OB6 est une association OB grande et lumineuse. Elle s'étend sur plusieurs centaines d'années-lumière et comprend plusieurs objets, tels que les nébuleuses du Cœur et de l'Âme, les amas ouverts associés à IC 1805 et IC 1848, le nuage IC 1795, Sh2-196 et Sh2-201 et le reste de supernova HB 3, une enveloppe géante de gaz et de poussière. Le lien entre tous ces objets a été émis pour la première fois dans les années 1950, lorsque l’existence d’une association d’étoiles jeunes et chaudes a été théorisée pour exciter le gaz de la région. Les observations de grandes coquilles d'hydrogène neutre à proximité de ces étoiles chaudes suggèrent une interaction entre les étoiles et le milieu interstellaire local. Cas OB6 semble également être lié à l'une des associations OB les plus grandes et les plus brillantes de notre galaxie, l'association Perseus OB1, à laquelle appartiennent également les étoiles du double amas de Persée.
La formation des étoiles brillantes actuellement observables a commencé dans la région d’IC 1805 il y a environ 3 Ma. L'âge pourrait être calculé à partir de la distribution des mêmes étoiles sur le diagramme HR. Environ 3 Ma est également le temps d'expansion de l'enveloppe gazeuse W4, qui a un rayon d'environ 35 pc (∼114 al), qui aurait donc un âge comparable à l'association. La bulle HB 3 aurait plutôt été causée par l'explosion d'une supernova qui s'est produite à l'intérieur du même Cas OB6, qui est en fait beaucoup plus jeune et son effet sur les nuages d'hydrogène neutre environnants est bien moindre que celui de W4.

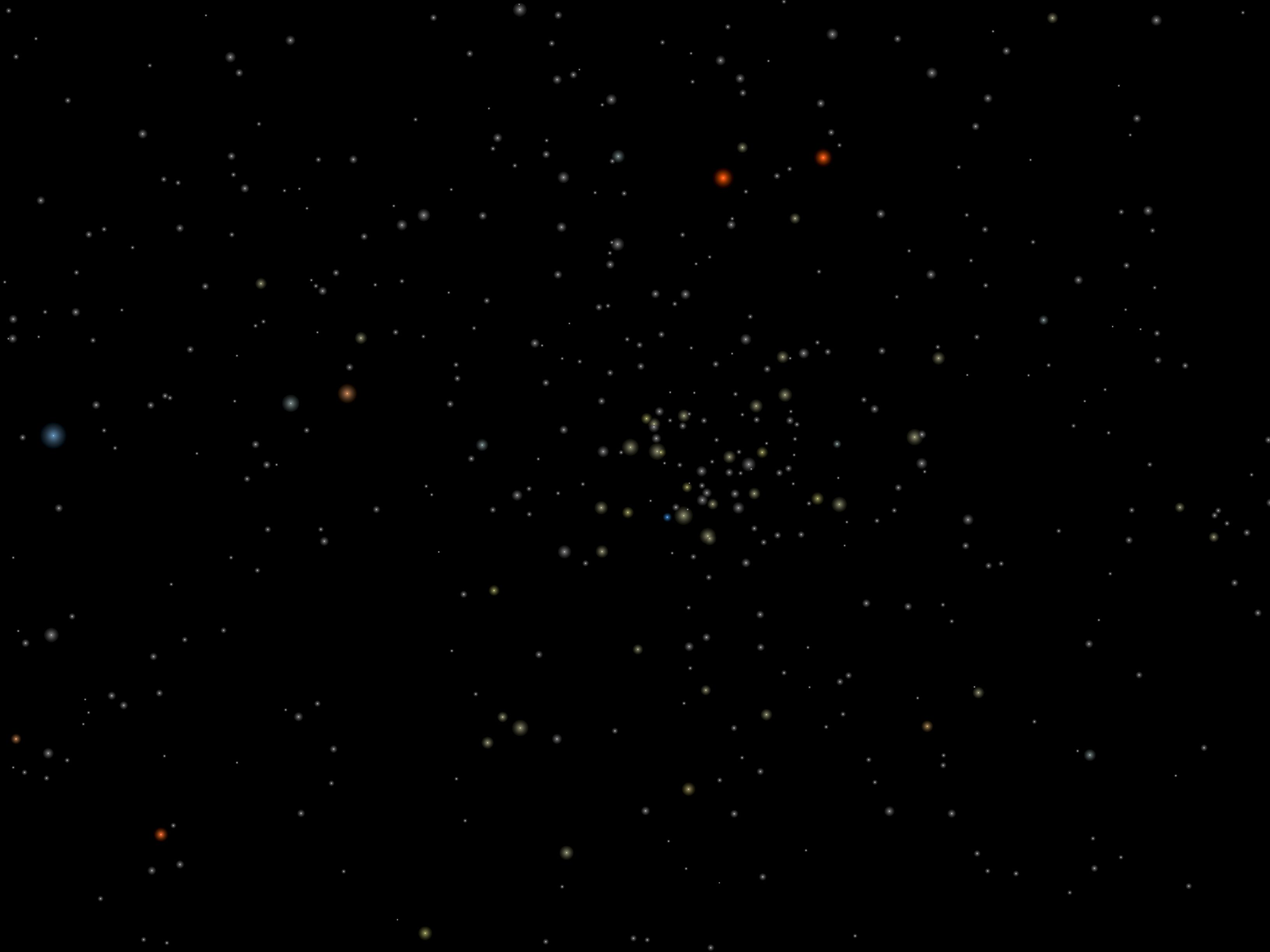
NGC 663, un amas ouvert appartenant à l'association Cas OB8.

#### Cassiopeiae OB7
Cassiopée OB7 est une très grande association située aux coordonnées galactiques l=123° et b=+1°, bien que, du fait de sa taille, elle ne soit pas particulièrement riche en étoiles massives : elle compte en réalité une trentaine d'étoiles supergéantes de classe O et B. C'est aussi un objet peu connu et peu étudié. L'association est située sur le bord intérieur du bras de Persée et toute la région dans laquelle elle se trouve est connectée à une superbulle en expansion, que le vent stellaire de Cas OB7 pousse vers le secteur intermédiaire entre son bras parent et le nôtre. On pense que la distribution stellaire de Cas OB7 a été perturbée par une explosion de supernova, qui a modifié la vitesse radiale des étoiles les plus proches d'elle, dont certaines, comme HD 5689, se sont échappées de l'association. L'interaction du vent stellaire avec les gaz du milieu interstellaire environnant pourrait également avoir favorisé l'avènement d'une série de phénomènes de formation d'étoiles séquentielles, comme en témoignerait la présence de quelques jeunes objets stellaires et d'étoiles T Tauri.

#### Cassiopeiae OB8
Cassiopée OB8 s'étend vers le secteur central de la constellation de Cassiopée. Avec une distance estimée d'environ 2 600 pc (∼8 480 al), elle est située dans le bras de Persée entre Cas OB1 et Per OB1. Plusieurs de ses étoiles membres sont clairement visibles même avec de petites jumelles et il comprend certains des amas ouverts les plus célèbres de Cassiopée, tels que M103, NGC 663, NGC 654 et NGC 659. On estime que Cas OB8 a entre 20 et 25 millions d'années, ce qui est donc plus ancien que d'autres associations proches. Elle contient une quinzaine d'étoiles supergéantes extrêmement brillantes et chaudes, dont certaines sont incluses dans les amas listés ci-dessus, qui atteignent les magnitudes apparentes 6 et 7.

### Textes généraux
- (en) Stephen James O'Meara, Deep Sky Companions: Hidden Treasures, Cambridge University Press, 2007 (ISBN 0-521-83704-9)
- (en) Robert Burnham, Jr, Burnham's Celestial Handbook: Volume Two, New York, Dover Publications, Inc., 1978
- (en) Chaisson, McMillan, Astronomy Today, Englewood Cliffs, Prentice-Hall, Inc., 1993 (ISBN 0-13-240085-5)
- (en) Thomas T. Arny, Explorations: An Introduction to Astronomy, Boston, McGraw-Hill, 2007, 3e éd. (ISBN 0-07-321369-1, lire en ligne)
- (it) AA. VV, L'Universo - Grande enciclopedia dell'astronomia, Novara, De Agostini, 2002
- (it) J. Gribbin, Enciclopedia di astronomia e cosmologia, Milano, Garzanti, 2005 (ISBN 88-11-50517-8, lire en ligne)
- (it) W. Owen, Atlante illustrato dell'Universo, Milano, Il Viaggiatore, 2006 (ISBN 88-365-3679-4)
- (it) J. Lindstrom, Stelle, galassie e misteri cosmici, Trieste, Editoriale Scienza, 2006 (ISBN 88-7307-326-3)

### Textes spécifiques

#### Sur l'évolution stellaire
- (en) C. J. Lada, N. D. Kylafits, The Origin of Stars and Planetary Systems, Kluwer Academic Publishers, 1999 (ISBN 0-7923-5909-7)
- (it) A. De Blasi, Le stelle: nascita, evoluzione e morte, Bologna, CLUEB, 2002 (ISBN 88-491-1832-5)
- (it) C. Abbondi, Universo in evoluzione dalla nascita alla morte delle stelle, Sandit, 2007 (ISBN 88-89150-32-7)
- (it) M. Hack, Dove nascono le stelle. Dalla vita ai quark: un viaggio a ritroso alle origini dell'Universo, Milano, Sperling & Kupfer, 2004 (ISBN 88-8274-912-6)

#### Sur la région de Cassiopée
- (en) Mária Kun, Star Forming Regions in Cassiopeia, vol. 1 : Handbook of Star Forming Regions, Volume I: The Northern Sky ASP Monograph Publications, Bo Reipurth, 2008 (ISBN 978-1-58381-670-7, lire en ligne), p. 24

### Cartes célestes
- (en) Toshimi Taki, Taki's 8.5 Magnitude Star Atlas, 2005 (lire en ligne)
- (en) Tirion, Rappaport, Lovi, Uranometria 2000.0 - Volume I - The Northern Hemisphere to -6°, Richmond, Virginie, USA, Willmann-Bell, inc, 1987 (ISBN 0-943396-14-X)
- (en) Tirion, Sinnott, Sky Atlas 2000.0 - Second Edition, Cambridge, USA, Cambridge University Press, 1998 (ISBN 0-933346-90-5)
- (en) Tirion, The Cambridge Star Atlas 2000.0, Cambridge, USA, Cambridge University Press, 2001, 3e éd. (ISBN 0-521-80084-6, lire en ligne)

### Thèmes généraux
- Constellation de Cassiopée
- Nébuleuse

### Thèmes spécifiques
- Bras d'Orion
- Bras de Persée
- Nuage d'Orion
- Complexe de Céphée
- Complexe des nébuleuses du Cœur et de l'Âme

### Phénomènes liés
- Association OB
- Naissance des étoiles
- Nuage moléculaire géant
- Région HI
- Région HII
- Superbulle